# Churamiti maridadi
Genre
Espèce
Statut de conservation UICN

 CR B1ab(iii) : 
En danger critique
Churamiti maridadi, unique représentant du genre Churamiti, est une espèce d'amphibiens de la famille des Bufonidae.

## Répartition
Cette espèce est endémique des monts Ukaguru dans l'est de la Tanzanie. Elle se rencontre vers 1 840 m d'altitude.

## Publication originale
- Channing & Stanley, 2002 : A new tree toad from the Ukaguru Mountains, Tanzania. African Journal of Herpetology, vol. 51, no 2, p. 121-128.